# Соломатин, Владимир Степанович
Владимир Степанович Соломатин (род. 22.01.1939, село Сасово Рязанской области) — российский физик, лауреат Государственной премии СССР (1975).
Окончил физический факультет МГУ (1962). Работал и работает там же: старший лаборант, ассистент, старший преподаватель (1967), доцент кафедры волновых процессов (1971—1978); доцент кафедры общей физики и волновых процессов (с 1978 по настоящее время). Читает лекции по теории колебаний, автоматизации физического эксперимента.
Зам. директора Международного учебно-научного лазерного центра (1990—1993).
Кандидат физико-математических наук (1967). Тема кандидатской диссертации «Модуляция газового лазера с длиной волны излучения 3,39 мк».
Область научных интересов: радиофизика, физика колебаний и волн, нелинейная оптика, квантовая радиофизика.

## Награды
Лауреат Государственной премии СССР (1975) в составе авторского коллектива  (Э. С. Воронин, Ю. А. Ильинский и В. С. Соломатин) за цикл работ в области прикладной оптики (спецтехника оборонного назначения).